# جانيت ألدريش
جانيت ألدريش (بالإنجليزية: Janet Aldrich)‏ هي ممثلة أمريكية، ولدت في 16 أكتوبر 1956 في هينديل في الولايات المتحدة.

## وصلات خارجية
- الموقع الرسمي
- جانيت ألدريش على موقع IMDb (الإنجليزية)
- جانيت ألدريش على موقع قاعدة بيانات برودواي على الإنترنت (الإنجليزية)
- جانيت ألدريش على موقع قاعدة بيانات الفيلم (الإنجليزية)
- جانيت ألدريش على موقع كينوبويسك (الروسية)